# Peter Mair
Peter Moray Andrew Mair (* 3. März 1951 in Rosses Point; † 15. August 2011 in Connemara) war ein irischer Politikwissenschaftler, der vor allem als Parteienforscher Bekanntheit erlangte. Unter anderem lehrte er ab 1990 an der Universität Leiden und hielt ab 2005 eine Professur am Europäischen Hochschulinstitut.

## Werdegang
Mair wurde als Sohn eines schottischstämmigen Vaters und einer irischen Mutter in der Ortschaft Rosses Point im County Sligo geboren und wuchs dort gemeinsam mit zwei Geschwistern in einem protestantisch-katholisch interkonfessionellen Elternhaus auf. Er besuchte in seinem Heimatort Rosses Point zunächst die Grundschule, ehe er 1963 auf das Internat Castleknock College in Dublin wechselte. Nach dem Schulabschluss 1969 studierte er Geschichte und Politikwissenschaft am University College Dublin, an dem er zunächst 1972 einen Bachelor- und 1973 einen Masterabschluss erwarb.
Anschließend arbeitete er zwei Jahre lang als Lehrbeauftragter am National Institute of Higher Education in Limerick und ab 1976 zwei weitere Jahre am politikwissenschaftlichen Fachbereich der University of Strathclyde im britischen Glasgow. 1978 nahm ihn das Europäische Hochschulinstitut (EUI) in Florenz als Promotionskandidaten auf, an dem er bis zur maximalen Dauer seines Vertrages 1984 tätig blieb. Anschließend erhielt er eine Stelle als Lecturer an der University of Manchester, an der er ebenfalls sechs Jahre lang bis 1990 tätig blieb. An der niederländischen Universität Leiden reichte Mair 1987 seine Dissertationsschrift The Changing Irish Party System ein, die sich später als Standardwerk zum irischen Parteiensystem etablieren konnte, und wurde dort anschließend promoviert. 1988 verbrachte er rund ein Jahr lang am Netherlands Institute for Advanced Study in Den Haag.
Im Jahr 1990 erhielt er eine Stelle als Associate Professor an der Universität Leiden, an der er die folgenden 15 Jahre lang tätig war. 1992 wurde er dort auf eine volle Professur für Politikwissenschaft berufen. 2005 kehrte er an das Europäische Hochschulinstitut in Florenz zurück und übernahm dort eine Professur für Vergleichende Politikwissenschaft. Von 2007 bis 2010 fungierte er dort zudem als Vorsitzender des Fachbereichs für Politik- und Sozialwissenschaften und wurde kurz vor seinem Tod im Juni 2011 für eine, der Rolle eines Prorektors entsprechende, Position als Dean of Studies des EUI ernannt.
Daneben war Mair innerhalb seines Fachgebiets als Editor der Zeitschrift European Journal of Political Research und als Co-Editor von West European Politics tätig.
Peter Mair war mit der niederländischen Kulturhistorikerin Karin Tilmans verheiratet, mit der er drei Kinder bekam. Am 15. August 2011 starb er unerwartet im Alter von 60 Jahren während eines Familienurlaubs in seiner irischen Heimat.

## Werk und Rezeption
Mair galt als einer der führenden Forscher im Gebiet der vergleichenden Politikwissenschaft, hauptsächlich in Bezug auf die Staaten Westeuropas; nach dem Ende des Kalten Krieges ab 1990 nahm er zunehmend auch eine gesamteuropäische Perspektive ein.
Die größte Bekanntheit erlangte er für seine Arbeiten zu Parteiensystemen und der Organisation politischer Parteien. In einer Reihe von Veröffentlichungen beschrieb er die Entwicklung von Parteien im Laufe des 20. Jahrhunderts hin zu einer zunehmenden Professionalisierung und Dominanz von Eliten. Gemeinsam mit Richard S. Katz prägte er den Typus der Kartellpartei als sich ab den 1970er Jahren herausbildende Parteiform in Abgrenzung zu den zuvor im 20. Jahrhundert vorherrschenden Typen der Massenpartei und der Catch-all-Partei.
Für sein gemeinsam mit Stefano Bartolini 1990 veröffentlichtes Buch Identity, Competition, and Electoral Availability: The Stabilisation of European Electorates 1885–1985 wurden Mair und Bartolini mit dem Stein-Rokkan-Preis für vergleichende sozialwissenschaftliche Forschung des damaligen Internationalen Rats für Sozialwissenschaften ausgezeichnet. Darüber hinaus veröffentlichte er zahlreiche weitere Arbeiten. Zusammen mit Michael Gallagher und Michael Laver verfasste er das Lehrbuch Representative Government in Modern Europe, das bis 2011 in insgesamt fünf Auflagen erschien. Posthum erschien 2013 sein letztes Buch Ruling the Void: The Hollowing-out of Western Democracy.
Im Jahr 2014 gab Ingrid van Biezen für das European Consortium for Political Research ein Sammelwerk mit ausgewählten Veröffentlichungen Mairs heraus.